# Марија Бугарска
Марија Бугарска (умрла после 1081) је била протовестијарија, супруга доместика схоле и протовестијара Анроника Дуке. Припадала је бугарској династији Комитопула.

## Биографија
Марија је била ћерка Трајана Бугарског, сина последњег бугарског цара Јована Владислава. Мајка јој је била византијска племкиња непознатог имена, која је припадала породицама Контостефан и Фока. Марија се удала за доместика схолу Андроника Дуку око 1066. године. Њен таст био је цезар Јован Дука, значајан византијски државник свога времена. Ташта јој је била Ирина Пелагонитиса. Јован је био нећак Константина X и рођак Михаила VII. Марија је наследила велики земљишни посед око Охридског језера. Приходима са ових поседа финансирала је луксузан живот свога мужа и његове политичке амбиције. Као један од последњих изданака бугарске владајуће породице Комитопула, Марија и њене ћерке Ирина и Ана, наследиле су огромно богатство. Марија је била мајка византијске царице Ирине, супруге цара Алексија. Марија је имала утицај на политички живот у Византији током првих година Алексејеве владавине. Ана Комнина је у својој Алексијади хвалила лепоту и мудрост своје баке.

## Потомство
Андроник и Марија имали су седморо деце:
- Михаило Дука
- Константин Дука
- Стефан Дука
- Јован Дука
- Ирена Дука, која се удала за цара Алексија I Комнина
- Ана Дука, која се удала за Георгија Палеолога
- Теодора Дука, монахиња